# 刘宇 (足球运动员)
刘宇（1985年5月12日—），中国足球运动员，能够司职左边后卫或者中后卫，是后场的多面手。曾经入选过国青队和国奥队。

## 职业生涯
2004年，刘宇在19岁时就开始代表四川冠城参加首屇中超联赛，当年就出场17次几乎成为球队的主力球员。在四川冠城解散后，他先后转会到大连实德和河南建业。
2009年，刘宇回到成都加盟家乡球队成都谢菲联，2010年，他代表成都队在中甲联赛出战23场並帮助球队重返中超联赛。
2011年3月，刘宇在中国与洪都拉斯的热身赛中出场，完成其在国家队的首场国际A级赛。
2011年6月，成都谢菲联在二次转会打算出售球员換取资金，刘宇以85万元的转会费被卖至江苏舜天。
2012年1月，刘宇以300万人民币的身价转投中超升班马大连阿尔滨。